# Saint-Yrieix-la-Perche
Saint-Yrieix-la-Perche település Franciaországban, Haute-Vienne megyében. Lakosainak száma 6873 fő (2022. január 1.). Saint-Yrieix-la-Perche La Meyze, Saint-Éloy-les-Tuileries, Glandon, Saint-Julien-le-Vendômois, Jumilhac-le-Grand, Sarlande, Le Chalard, Coussac-Bonneval, Ladignac-le-Long és La Roche-l’Abeille községekkel határos.

## Népesség
A település népessége az elmúlt években az alábbi módon változott:
| Lakosok száma | 6922 | 6813 | 7216 | 6766 | 6729 | 6718 | 6778 | 6825 | 6873 |
|               | 2013 | 2015 | 2016 | 2017 | 2018 | 2019 | 2020 | 2021 | 2022 |